# Уштиця
Уштиця (хорв. Uštica) — населений пункт у Хорватії, в Сисацько-Мославинській жупанії у складі громади Ясеноваць.

## Населення
Населення за даними перепису 2011 року становило 177 осіб.
Динаміка чисельності населення поселення:

## Клімат
Середня річна температура становить 11,35 °C, середня максимальна – 25,89 °C, а середня мінімальна – -5,49 °C. Середня річна кількість опадів – 936 мм.
| Клімат поселення                              | Клімат поселення | Клімат поселення | Клімат поселення | Клімат поселення | Клімат поселення | Клімат поселення | Клімат поселення | Клімат поселення | Клімат поселення | Клімат поселення | Клімат поселення | Клімат поселення | Клімат поселення |
| Показник                                      | Січ.             | Лют.             | Бер.             | Квіт.            | Трав.            | Черв.            | Лип.             | Серп.            | Вер.             | Жовт.            | Лист.            | Груд.            |                  |
| Середній максимум, °C                         | 7,30             | 9,22             | 13,50            | 18,06            | 22,73            | 25,89            | 24,76            | 23,94            | 20,29            | 15,40            | 10,04            | 5,92             |                  |
| Середня температура, °C                       | 0,90             | 2,80             | 7,10             | 11,68            | 16,34            | 19,49            | 21,02            | 20,20            | 16,55            | 11,69            | 6,30             | 2,17             |                  |
| Середній мінімум, °C                          | −5,49            | −3,57            | 0,70             | 5,27             | 9,94             | 13,10            | 17,26            | 16,45            | 12,81            | 7,94             | 2,55             | −1,59            |                  |
| Норма опадів, мм                              | 59               | 55               | 65               | 79               | 82               | 95               | 86               | 87               | 80               | 85               | 90               | 73               |                  |
| Середньомісячна швидкість вітру, м/с          | 1.60             | 1.82             | 2.20             | 2.10             | 1.98             | 1.80             | 1.80             | 1.60             | 1.60             | 1.60             | 1.64             | 1.70             |                  |
| Середньомісячна сонячна радіація, кДж/м²·день | 4340             | 7153             | 10969            | 15398            | 19734            | 22014            | 22872            | 19989            | 14862            | 9173             | 4857             | 3567             |                  |
| --------------------------------------------- | ---------------- | ---------------- | ---------------- | ---------------- | ---------------- | ---------------- | ---------------- | ---------------- | ---------------- | ---------------- | ---------------- | ---------------- | ---------------- |
| Джерело:                                      |                  |                  |                  |                  |                  |                  |                  |                  |                  |                  |                  |                  |                  |